# Charles Snowden
Charles Snowden (Silver Spring, 27 marzo 1998) è un giocatore di football americano statunitense che milita nel ruolo di defensive end per i Las Vegas Raiders della National Football League (NFL). Al college ha giocato per l'Università della Virginia.

## Carriera universitaria
Snowden, originario di Silver Spring in Maryland, cominciò a giocare a football nella locale James Hubert Blake High School, dove praticò anche pallacanestro e atletica leggera, per poi passare alla St. Albans School a Washington, inizialmente intenzionato a proseguire la sua carriera nella pallacanestro ma tornò presto a giocare a football. Nel 2017 andò a giocare college football all'Università della Virginia con i Cavaliers che militano nella Atlantic Coast Conference (ACC) della Divisione I della Football Bowl Subdivision (FBS) della NCAA.
Divenne titolare nei Cavaliers a partire dalla stagione 2018 chiusa con 7,5 tackle con perdita di yard, due intercetti e 2,5 sack.  Nella stagione successiva mise a tabellino 11 tackle con perdita di yard e 5,0 sack. Nel 2020 giocò da titolare le prime otto gare stagionali, prima di infortunarsi alla caviglia, ma fu comunque inserito nel Second-Team All-ACC chiudendo la stagione come migliore della sua squadra, con 10 tackle con perdita di yard e 6,0 sack.
Premi e riconoscimenti
- Second-Team All-ACC (2020)

Statistiche al college
| Stagione | Stagione | Stagione   | Stagione   | Stagione | Stagione | Difesa  | Difesa  | Difesa  | Difesa | Difesa | Difesa |
| Anno     | Squadra  | Campionato | Conference | P        | PT       | T. tot. | T. sol. | T. ass. | Sack   | Int    | FF     |
| -------- | -------- | ---------- | ---------- | -------- | -------- | ------- | ------- | ------- | ------ | ------ | ------ |
| 2017     | Virginia | FBS Div. I | ACC        | 9        | 0        | 13      | 6       | 7       | 1,5    | 1      | 0      |
| 2018     | Virginia | FBS Div. I | ACC        | 13       | 13       | 61      | 24      | 37      | 2,5    | 2      | 0      |
| 2019     | Virginia | FBS Div. I | ACC        | 14       | 14       | 72      | 36      | 36      | 5,0    | 0      | 0      |
| 2020     | Virginia | FBS Div. I | ACC        | 8        | 8        | 44      | 20      | 24      | 6,0    | 0      | 0      |
| Totale   | Totale   | Totale     | Totale     | 44       | 35       | 190     | 86      | 104     | 15,0   | 3      | 0      |

Fonte: Football Database

## Carriera professionistica

### Chicago Bears
Snowden non fu scelto nel Draft NFL 2021 e il 2 maggio 2021 firmò da undrafted free agent con i Chicago Bears. Non rientrò nel roster attivo iniziale per la stagione e il 31 agosto 2021 fu svincolato per poi essere aggregato alla squadra di allenamento. L'11 dicembre 2021 fu elevato nel roster attivo per la gara del quattordicesimo turno, facendo il suo debutto da professionista contro i Green Bay Packers. Concluse la sua stagione da rookie con due presenze.
L'11 gennaio 2022 firmò da riserva/contratto futuro. Il 30 agosto 2022 non rientrò nel roster iniziale e fu svincolato dai Bears.

### Tampa Bay Buccaneers
L'8 novembre 2022 Snowden firmò con la squadra di allenamento dei Tampa Bay Buccaneers, dove passo l'intera stagione. Il 17 gennaio 2023 firmò da riserva/contratto futuro. Il 29 agosto 2023 fu svincolato.

### Las Vegas Raiders
Il 6 dicembre 2023 Snowden firmò con la squadra di allenamento dei Las Vegas Raiders. L'8 gennaio 2024 firmò da riserva/contratto futuro.
Il 27 agosto 2024 fu svincolato e poi aggregato alla squadra di allenamento il giorno successivo. Il 7 settembre 2024 fu promosso nel roster attivo. Giocò la sua prima partita da titolare nella gara del primo turno della stagione 2024, la sconfitta 10-22 contro i Los Angeles Chargers. In stagione collezionò 16 presenze, di cui nove da titolare, mettendo a tabellino 39 tackle, 18 in solitaria, quattro passaggi deviait e 1,5 sack .
Il 7 aprile 2025 rifirmò da exclusive free agent con i Raiders.

## Statistiche

### Stagione regolare
| Stagione | Stagione | Stagione | Stagione | Difesa  | Difesa  | Difesa  | Difesa | Difesa | Difesa  |
| Anno     | Squadra  | P        | PT       | T. tot. | T. sol. | T. ass. | Sack   | P. Dev | Fmb. F. |
| -------- | -------- | -------- | -------- | ------- | ------- | ------- | ------ | ------ | ------- |
| 2021     | CHI      | 2        | 0        | 0       | 0       | 0       | 0,0    | 0      | 0       |
| 2022     | CHI      | 0        | 0        | 0       | 0       | 0       | 0,0    | 0      | 0       |
| 2023     | TB       | 0        | 0        | 0       | 0       | 0       | 0,0    | 0      | 0       |
| 2024     | LV       | 16       | 9        | 39      | 18      | 21      | 1,5    | 4      | 0       |
| Totale   | Totale   | 18       | 9        | 39      | 18      | 21      | 1,5    | 4      | 0       |

Fonte: Football Database